# Ko Willems
Jacobus Matheus "Ko" Willems (Amsterdam, 27 d'octubre de 1900 – Amsterdam, 28 de setembre de 1983) va ser un ciclista neerlandès que fou professional entre 1925 i 1932. Durant la seva carrera combinà la carretera amb la pista.
Abans de passar al professionalisme va prendre part en els Jocs Olímpics de París de 1924, on guanyà la medalla d'or en la prova dels 50 quilòmetres, per davant de Cyril Alden i Harry Wyld.

## Palmarès
- 1921
  -  Campió dels Països Baixos en ruta amateur
- 1923
  -  Campió dels Països Baixos de 50 km
- 1924
  -  Medalla d'or en 50 quilòmetres als Jocs Olímpics de París